# Prekognicja
Prekognicja (późnołac. præcognition-, præcognitio, od łac. præcognoscere, „wiedzieć wcześniej”; od præ-, „przed, wcześniej, pra-” i cognoscere, „wiedzieć, być zaznajomionym z”, od co-, „z, razem; całkowicie, dokładnie, gruntownie” i gnoscere, noscere, gr. γιγνώσκειν gignōskein, „dowiedzieć się”) – w parapsychologii zjawisko paranormalne oznaczające wiedzę o zdarzeniach w przyszłości, której nie można wywieść z bieżącego stanu wiedzy (co odróżnia je od przewidywania czy prognozowania). Pojęcie jest związane z jasnowidzeniem, jednakże nie powinno się go z nim utożsamiać (gdyż we współczesnej parapsychologii jasnowidzenie traktuje się bardziej jako wiedzę o tym, co dzieje się w innej przestrzeni, lecz w tym samym czasie, a prekognicja oprócz psychotronicznej "podróży" w przestrzeni, daje jakoby dostęp do wiedzy o przyszłych zdarzeniach).

## Zjawisko
Podobnie jak wszystkie zagadnienia parapsychologiczne, prekognicja jest zagadnieniem kontrowersyjnym i jest odrzucana przez środowiska naukowe, a budzi wątpliwości nawet wśród osób zajmujących się parapsychologią. Kwestionuje się istnienie tego zjawiska, a także prawdziwość bądź interpretację doświadczeń związanych z prekognicją. Nie istnieją wiarygodne źródła naukowe potwierdzające istnienie tego zjawiska i badanie go jest przykładem pseudonauki.
Poniżej opisane jest stanowisko parapsychologii, z którym nie zgadza się większość naukowców.
Parapsychologia zjawisko prekognicji dzieli na dwa poziomy:
- osobisty – związany z przyszłością konkretnej osoby,
- ponadosobisty – dotyczący zjawisk społecznych, politycznych, gospodarczych, przyrodniczych itp.

Ponadto zdolność prekognicji dzieli się na:
- natychmiastową – tj. polegającą na umiejętności przewidzenia zdarzeń, które nastąpią w bardzo krótkim czasie (rzędu kilku sekund),
- oddaloną w czasie – tj. polegającą na umiejętności przewidzenia zdarzeń odległych w czasie (np. mających nastąpić za rok).

Kwestia istnienia ludzi posiadających zdolność prekognicji jest bardzo kontrowersyjna z naukowego punktu widzenia.
Jakkolwiek istnieje wiele relacji historycznych i współczesnych osób, które miały „wizje” przyszłych zdarzeń, wszystkie one mają charakter post-factum i jako takie nie mogą być traktowane jako przekonujący dowód na istnienie tego fenomenu.
Osoby twierdzące, że doznają jasnowidzenia zdarzeń oddalonych w czasie, miewają te wizje zwykle w zmienionych stanach świadomości (sen, trans, medytacja, onejromancja) za pomocą czynności mantycznych: dywinacja, kartomancja, tarot.
Założony w Wielkiej Brytanii i USA Central Premonitions Registry jest instytucją zajmującą się gromadzeniem rzekomych lub prawdziwych wizji przyszłości. Instytucja ta istnieje od 1966 roku. Jak dotąd jednak nie udało się jej pozyskać opisu jasnowidzenia przed zdarzeniem, które rzeczywiście miało później miejsce, tak jak to opisywała jasnowidząca osoba. Istnieją tylko liczne relacje post factum – oraz relacje świadków (zwykle bliskich znajomych i członków rodziny) twierdzących, że osoba jasnowidząca opowiadała swoje wizje zanim dane zdarzenie miało faktycznie miejsce.
Łatwiejsza do weryfikacji naukowej jest zdolność przewidywania zjawisk, które mają nastąpić w najbliższym czasie. Wiele osób w swoim codziennym życiu ma czasem wrażenie, że „wie”, co się za chwilę stanie, trudno jednak jest tu ustalić, czy ta „wiedza” pochodzi z umiejętności błyskawicznego, ale racjonalnego przewidywania co się stanie, czy też pochodzi ona z „bezpośredniego” kontaktu z nieodległą przyszłością. Badaniem tego fenomenu zajmuje się na szeroką skalę m.in. Princeton Engineering Anomalies Research Lab, które powstało w 1979 roku i od tego czasu przeprowadziło tysiące rozmaitych testów, mających zbadać istnienia tego zjawiska. Wiele wyników tych eksperymentów zdaje się potwierdzać, że w niektórych sytuacjach ludzie miewają takie błyskawiczne wizje najbliższej przyszłości, których nie da się racjonalnie wyjaśnić, jednak wyniki te są wciąż mocno kontrowersyjne i ciągle dyskutowane w literaturze fachowej.

## Literatura
Prekognicja jest zjawiskiem opisywanym od dawien dawna w licznych podaniach różnych ludów, w tym również i w mitologii. Najczęściej opisy zjawiska pojawiały się w formie snów, lub wyroczni. Za przykład najsłynniejszej z nich posłużyć mogłaby wyrocznia w Delfach.
Sama Biblia posiada wiele opisów charakterystycznych dla prekognicji. Stary Testament posiada aż 18 ksiąg uznawanych za prorocze, a przykładem mógłby się stać opis proroczych snów faraona zinterpretowanych przez Józefa na przepowiednię 7 lat urodzaju i 7 lat posuchy. Nowy Testament również posiada opisy takich zdolności - Święta Rodzina uciekła do Egiptu po śnie św. Józefa ostrzegającym przed rzezią niewiniątek będącą wynikiem gniewu Heroda.